# Kucíny
Kucíny jsou vesnice, část obce Příchovice v okrese Plzeň-jih v Plzeňském kraji. Nachází se asi dva kilometry na východ od Příchovic pod vrchem Ticholovec. Je zde evidováno 53 adres. V roce 2011 zde trvale žilo 127 obyvatel.
Kucíny jsou také název katastrálního území o rozloze 2,66 km².
Vesnicí protéká přítok Příchovického potoka Kucínský potok.

## Historie
První písemná zmínka o vesnici pochází z roku 1512.
V roce 1554 vesnice patřila Heraltovi Říčanskému z Říčan a následně po prodeji Jiřímu Šebestiánovi Říčanskému z Říčan na Přestavlcích a Popovicích. V roce 1614 Bedřich Švihovský z Rýzmberka připojil Kucíny k panství Příchovickému.
V roce 180 byla založena obecní knihovna. V roce 1887 byla zahájena výuka kucínských dětí v provizoriu hostince. Výstavba budovy nové školy byla zahájena už v roce 1885 a dokončena v roce 1887. Prvním vyučujícím byl učitel pan František Kučera.

## Obyvatelstvo
| Rok            | 1869 | 1880 | 1890 | 1900 | 1910 | 1921 | 1930 | 1950 | 1961 | 1970 | 1980 | 1991 | 2001 | 2011 | 2021 |
| -------------- | ---- | ---- | ---- | ---- | ---- | ---- | ---- | ---- | ---- | ---- | ---- | ---- | ---- | ---- | ---- |
| Počet obyvatel | 254  | 260  | 263  | 236  | 253  | 254  | 245  | 201  | 195  | 166  | 150  | 118  | 92   | 127  | 122  |
| Počet domů     | 40   | 45   | 48   | 46   | 46   | 46   | 48   | 47   | 47   | 44   | 43   | 48   | 49   | 52   | 56   |

## Obecní správa
Při sčítání lidu v letech 1850–1959 Kucíny byly samostatnou obcí v okrese Přeštice. Od roku 1960 jsou částí obce Příchovice v okrese Plzeň-jih.

## Divadlo
V Kucínech bylo založeno ochotnické divadlo v roce 1906 z iniciativy Josefa Motlíka. Jeviště bylo postaveno v hostinci U Fronků. V roce 1931 bylo postaveno z bezúročné půjčky od obce nové jeviště, které bylo ve vlastnictví školy. Půjčka byla splácena po dobu pěti let z výtěžku divadelního představení.

## Pamětihodnosti
- Pomník padlým se nachází u hlavní silnice II/230 vedle bývalé školy. Pomník je veden v Centrální evidenci válečných hrobů pod číslem CZE-3210-05849.[14] Na čtyřstupňovém kamenném podstavci je černá deska s nápisem pod ním jména padlých v letech 1914–1918 a jména zahynulých v období let 1939–1945.[15][16]

Nápis:
Z KRVE JEJICH

KVĚT SVOBODY VZEŠEL.

- Na návsí stojí kaple Panny Marie, která je postavena v novorománském slohu s věžičkou.[7] Je spravována Římskokatolickou farností Přeštice.[17]

## Galerie

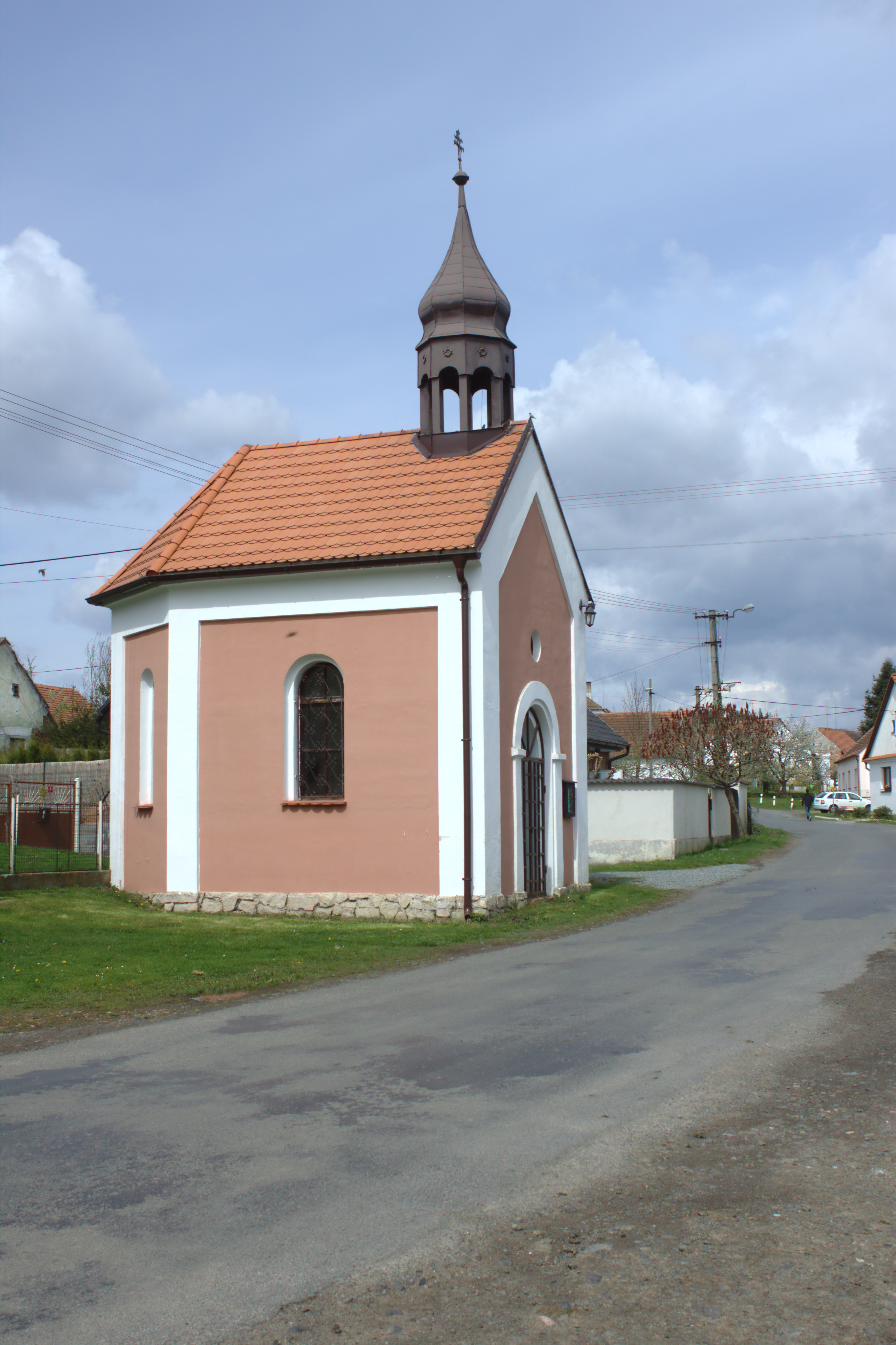
Kaple Panny Marie
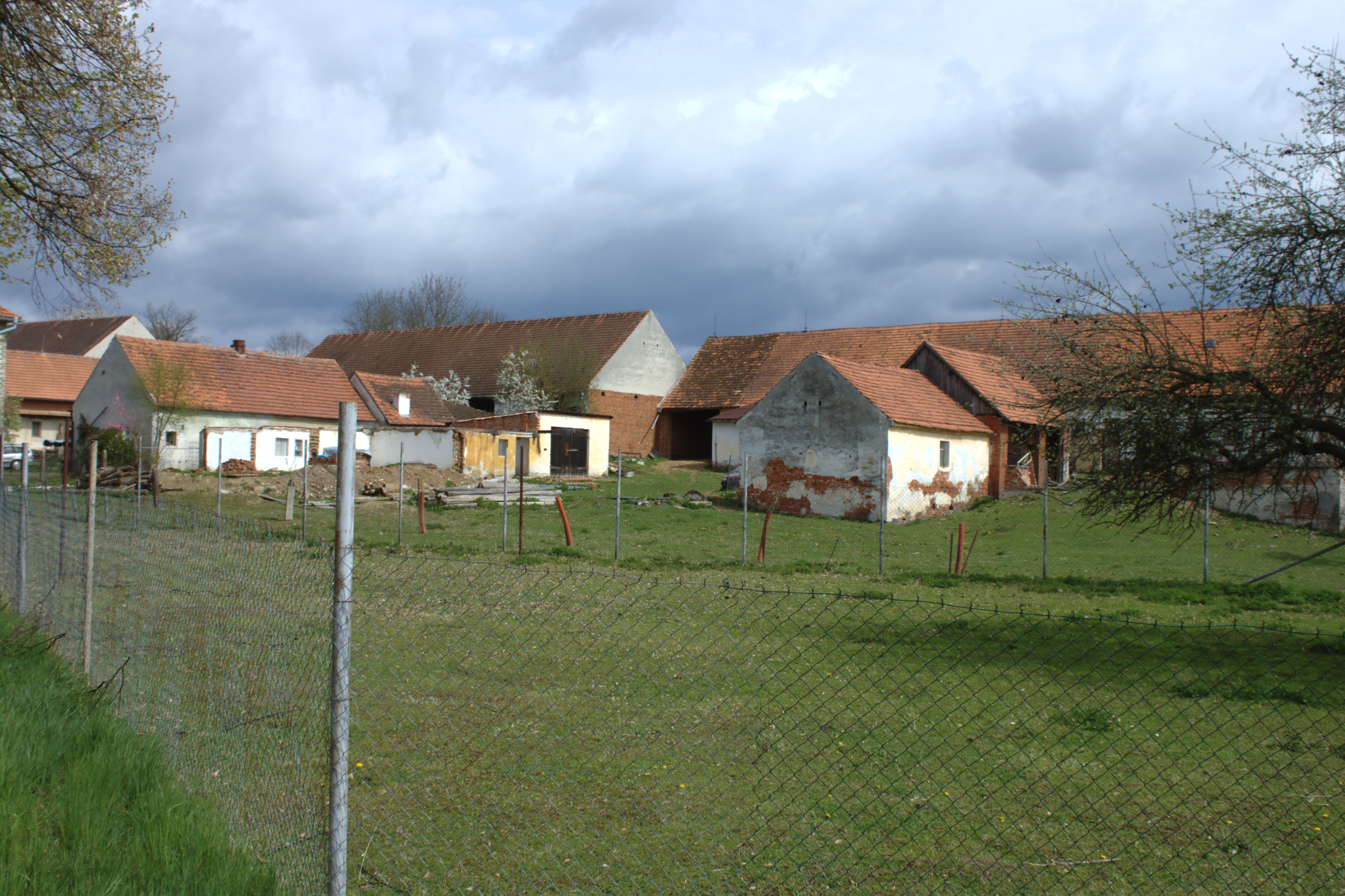
Stavení
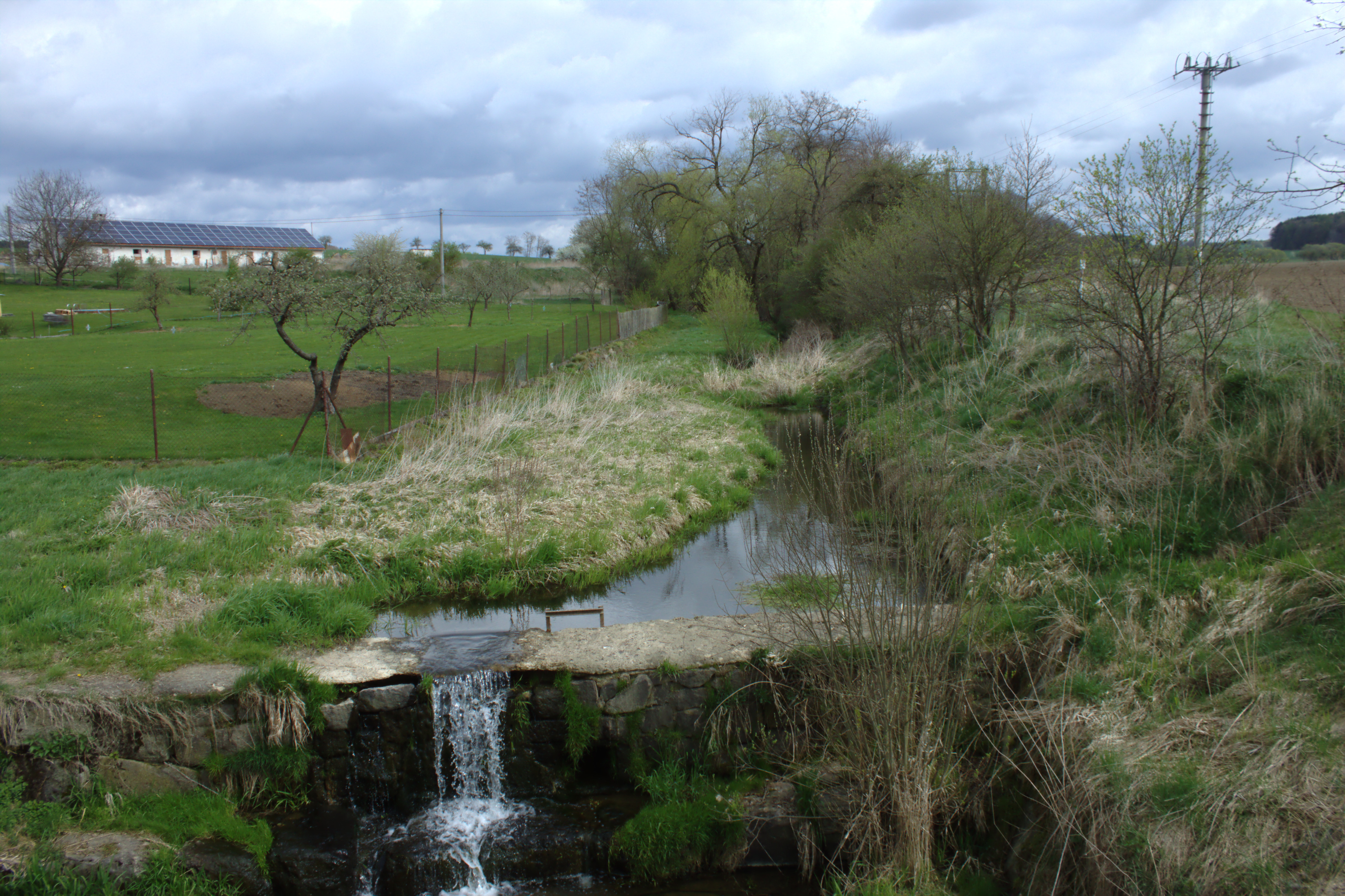
Kucínský potok